# Jean Gabriel Marie Merlhes
Jean Gabriel Marie Merlhes, né le 22 mai 1773 à Toulouse (Haute-Garonne), mort le 11 avril 1835 à Luxeuil (Haute-Saône), est un militaire français de la Révolution et de l’Empire.

## États de service
Il entre en service le 3 janvier 1789, comme soldat au régiment de Noailles dragons, et le 30 octobre 1791, il est lieutenant au 1er bataillon de volontaires de Haute-Garonne. Il demande à servir dans les troupes régulières, et le 20 mars 1792, il est nommé sous-lieutenant dans le 80e régiment d’infanterie. Il passe lieutenant le 12 juillet 1792, et c’est en cette qualité qu’il fait les campagnes de 1792 et 1793, à l’armée des Pyrénées occidentales. 
Il reçoit son brevet de capitaine le 16 décembre 1793, au 12e régiment de hussards. En 1794, à Tolosa, à la tête de 100 hussards il charge un corps de cavalerie espagnole, fort de 400 hommes qui viennent de reprendre la ville, de prendre 2 pièces de canon et délivre le général Merle. 
De l’an III à l’an IV, il fait les guerres en Vendée, et il prend part en l’an V à l’expédition d’Irlande. Le 7 janvier 1797, il est capturé à bord du « Ville de Lorient », et reste captif sur un ponton dans la plus affreuse misère pendant un an et demi. Rendu à la liberté le 29 novembre 1798, il rejoint son régiment à Saintes.
Envoyé à l’armée d’Italie en septembre 1799, il y fait les campagnes de l’an VIII et de l’an IX. Le 9 juin 1800, à la bataille de Montebello, il a son cheval tué sous lui par un boulet de canon, et la bravoure remarquable avec laquelle il se conduit ce jour-là, lui mérite le grade de chef d’escadron sur le champ de bataille, mais il ne reçoit toutefois le brevet que le 28 septembre 1800. Passé dans le 13e régiment de dragons le 4 février 1801, puis dans le 5e dragons le 23 décembre 1803, il est nommé major dans le 10e dragons le 28 décembre suivant. Il est fait chevalier de la Légion d’honneur le 25 mars 1804.
Il est promu colonel le 14 août 1809, au 12e régiment de dragons. Affecté à l’armée d’Espagne de 1809 à 1811, sa conduite à Ocaña le 19 novembre 1809, lui vaut la décoration d’officier de la Légion d’honneur le 22 décembre suivant.
Rentré en France à la fin de 1811, pour y soigner sa santé, il est désigne le 23 mai 1812, pour commander le 1er régiment provisoire de dragons, et il est créé chevalier de l'Empire le 5 août 1812. Il ne fait que concourir à l’organisation de son régiment à Hanau, et le 5 mars 1813, il est chargé de la surveillance du dépôt de cavalerie des régiments de l’armée d’Espagne. 
Mis en non activité lors de la première restauration,  il est fait chevalier de Saint-Louis le 11 octobre 1814. Mis en demi-solde le 9 décembre suivant, il reste en non activité jusqu’à son admission à la retraite le 20 mars 1822.
Il meurt le 11 avril 1835, à Luxeuil.

## Dotation
- Dotation de 1 000 francs de rente annuelle sur le Mont-de-Milan le 15 août 1810.

## Armoiries
| Armoiries | Nom du chevalier et blasonnement |
| --------- | --- |
|           | Chevalier Jean Gabriel Marie Merlhes et de l'Empire, lettres patentes du 5 août 1812. D'azur à la croix cousue de gueules, chargée en abyme du signe des Chevaliers Légionnaires, et cantonnée en chef, à dextre d'un lion rampant d'or ; à sénestre d'une tour crénelée du même ; en pointe, à dextre d'une étoile aussi d'or, à sénestre d'un dragon ailé du même, tenant de la dextre une épée d'argent. Livrées : les couleurs de l'écu. |

## Sources
- A. Lievyns, Jean Maurice Verdot, Pierre Bégat, Fastes de la Légion-d'honneur, biographie de tous les décorés accompagnée de l'histoire législative et réglementaire de l'ordre, Tome 4, Bureau de l’administration, 1844, 640 p. (lire en ligne), p. 387.
- « Cote LH/1839/53 », base Léonore, ministère français de la Culture
- Commandant G. Dumont, Bataillons de volontaires nationaux, (cadres et historiques), Paris, Lavauzelle, 1914, p. 112.
- « La noblesse d’Empire » (consulté le 15 juin 2017)
- Vicomte Révérend, Armorial du premier empire, tome 4, Honoré Champion, libraire, Paris, 1897, p. 230.
- Léon Hennet, Etat militaire de France pour l’année 1793, Siège de la société, Paris, 1903, p. 149.